# Medyuna
Medyuna (Madyuna o Midyuna) és una tribu amaziga del gran grup dels Butr, dins la família Fatin. Serien descendents de la tribu númida dels Mideni que existia en temps del rei Ptolemeu de Mauritània (20-40) i que vivia al segle i a la Crumíria.

## Història
Les fonts musulmanes no els coneixen fins al segle viii i segons Ibn Khaldun llavors vivien a la província de Tlemcen però algunes fraccions s'havien estès per diversos llocs de l'Àfrica del nord, de Líbia fins al Marroc. Segons Ibn Khaldun la major part dels Medyuna van passar al regne de Toledo amb Tariq ibn Ziyad el 711, segurament fraccions dels membres del grup que vivia a les muntanyes Medyuna al sud de Fes, que encara no eren musulmans en aquest temps però que s'hi devien fer a l'Àndalus al segle viii (almenys mig segle abans de al Marroc).
Un cap Medyuna de nom Djarir ibn Masud va participar en una gran revolta amaziga el 768/769 contra el governador d'Ifríqiya Umar ibn Hafs Hazarmard, en que el cap principal fou Abu Kurra al-Ifraní, que manava a 40.000 sufrites dels Banu Ifran (zenetes) que vivien llavors a l'oest de la moderna Algèria. També de l'oest d'Algèria eren sis mil guerrers ibadites que manats per Abd al-Rahman ibn Rustam de Tahert o Tiaret, sis mil guerrers ibadites més manats per al-Miswar ibn Hani, i dos mil sufrites manats per Abd al-Malik ibn Sakardid al-Sanhadji, que lluitaven contra Umar ibn Hafs Hazarmard al que van assetjar a Tubna; més tard els revolucionaris amazics van rebre el suport d'Abu-Hàtim al-Malzuzí, cap dels ibadites de la Tripolitana, que el 771 va ocupar Tubna i va empaitar a Umar ibn Hafs Hazarmard cap a l'est anant l'avantgaurada manada per Djarir ibn Masud al-Midyuni, que va atrapar a Umar ibn Hafs a Djidjil (Djidjelli) al país dels ketames, i en la batalla Djarir fou derrotat i mort i Umar es va poder retirar, mentre Abu-Hàtim tornava a Trípoli.
Fraccions dels medyuna van restar al Magreb fins al segle xiv. Al Marroc la tribu era jueva fins al segle ix quan es van convertir a l'islam. A la segona meitat del segle, regnant l'idríssida Alí (II) ibn Úmar (866-883) un kharigita sufrita de nom Abd al-Razzak, originari de Washka (Osca) va venir des dels Pirineus i es va establir a les muntanyes Medyuna i va fer molts partidaris obtenint el suport de diverses tribus amazigues com els Ghiyatha i va construir una fortalesa (al sud de Fes) que va batejar com Washka (va existir fins al segle xiv) en record del seu origen; llavors es va revoltar contra el sobirà idríssida. Després de diversos combats Ali II fou derrotat decisivament (883) i va haver d'abandonar Fes i refugiar-se amb la tribu awraba (la més fidels als idríssides) entre els que va morir. Abd al-Razzak va entrar a Fes i el barri d'Àndalus (dels andalusins) se li va sotmetre però el de Karawiyyin (dels kairuanesos) es va resistir i va cridar en ajut a Yahya ibn al-Kasim anomenat al-Mikdam, fill i successor d'al-Kasim ibn Idris II i senyor de Tandja (Tànger) i dependències incloent al-Basra. Yahya es va presentar a Fes per mitjà del seu fill Addam, i va ocupar el barri de l'Àndalus d'on va fugir Abd al-Razzak, la sort posterior del qual és desconeguda però els seus descendents van subsistir un cert temps sent coneguts com els Banu Wakil i governant segurament als Medyuna del sud de Fes. Segons Ibn Khaldun els Medyuna es van revoltar el 1217-1223 contra els marínides però foren sotmesos. El segle xiv estaven sota protecció de la tribu Maghila amb la qual devien acabar fusionats doncs ja no se'n torna a parlar.
A Algèria vivien a les muntanyes Midiouna i eren nòmades. Quan el Magreb central fou conquerit pels Banu Tudjin i els Banu Rashid, foren expulsats cap a fortaleses al Djabal Tasala i cap al sud (al sud d'Orà) i fins al Djabal Midiouna (aleshores Midyuna) al sud d'Oudja. Una fracció vivia a uns 27 km al sud de Tlemcen i una altra al nord-oest de Mazouna (est-nord-est de Mostaganem).
A l'Àndalus un aventurer amazic de nom Xakiyat al-Miknassí es va fer passar per un net d'al-Hussayn ibn Alí i va obtenir el suport del xeic dels Medyuna, Hilal ibn Abziya, que es va revoltar a Shantamriyat al-Shark, al sud-est de l'Àndalus (Santa Maria o Albarracín). La revolta va durar 9 anys i finalment Shakiyat al-Miknasi va morir i Hilal es va sotmetre a Abd al-Rahman III que el va nomenar xeic dels Medyuna, que li permetia governar els amazics de l'est de l'Àndalus, especialment a Albarracín. El va succeir el seu parent Nabith.
Hi havia petites fraccions a Tunísia (desert del sud), a Líbia (a Yefren, a l'est del Djabal Nafusa) i a Sicília (a Selinunt on van donar nom al rierol conegut avui dia com Modiuni).